# 常数
常数（英語：constant）又稱定數，是指一个数值固定不变的數，例如圆周率{\displaystyle \pi \,}、自然对数的底{\displaystyle e}，与之相反的是變數。常量是帶有單位的常數。
在物理學上，很多經測量得出的數值都被稱為常數。例如萬有引力常數和地表重力加速度等。但有研究表明，部分這類常数并不是恒定不变的，因此就被稱作“不定常数”（inconstant constant）和“不恒定的常数”（not-so-constant constant）。